# Karin de Fleyt
Karin de Fleyt (* 1972 in Gent) ist eine belgische Flötistin.
De Fleyt studierte bis am Königlichen Konservatorium Gent Flöte bei Eric De Queker und Philippe Benoit und zeitgenössische Musik bei Godfried-Willem Raes. Ihr Postgraduiertenstudium absolvierte sie bis 2001 am Orpheus Instituut Gent. Sie spezialisierte sich auf zeitgenössische Musik und studierte 1999 bei Kathinka Pasveer das kompositorische Werk Karlheinz Stockhausens für Flöte. Zu ihrem Repertoire gehören außerdem Werke u. a. von Salvatore Sciarrino, Kaija Saariaho, Jean-Claude Risset, Roberto Doati, Agostino Di Scipio, Jan van Vlijmen, Jonathan Hervey, Brian Ferneyhough, Godfried-Willem Raes, Zachar Laskewicz, Pedro Rivadeneira, Brent Wetters, Joachim Brackx, Annelies Van Parijs, Wim Henderickx, Karlheinz Essl und Hanne Deneire. 
Sie trat als Solistin unter Dirigenten wie Marco Angius, Koren Kessels, Karlheinz Stockhausen, James Wood, Zsolt Nagy, Clark Rundell, Wolfgang Lischke und Peter Rundel auf und arbeitete u. a. mit den Musikern Marco Blaauw, Nicholas Isherwood, Irvine Arditti, Kathinka Pasveer, Suzee Stephens, Mireille Capelle und Roel Dieltjens und im Bereich der live-elektronischen Musik mit Bryan Wolf, Jean-Baptiste Barrière und Jean-Marc Sulon zusammen. 
De Fleyt ist Flötistin und Mitglied der künstlerischen Leitung des HERMESensemble. Als Mitglied des Stockhausen-Trio (mit Michele Marelli, Klarinette und Marc Maes, Synthesizer) führte sie Teile aus den Opernzyklen Licht und Klang auf. Bei den Stockhausen-Kursen in Kürten erhielt sie 1999 für die Aufführung von Flautina den dritten Preis, 2000 für Elufa und Zungenspitzentanz einen Sonderpreis und 2001 den zweiten Preis für die Aufführung von Ave. Ebenfalls 2001 war sie Finalistin der International Gaudeamus Interpreters Competition in Rotterdam und wurde Mitglied des Champ d'Action Ensemble für Neue Musik.

## Weblink
- Homepage von Karin de Fleyt